# Talpa, Botoșani
Talpa este un sat în comuna Cândești din județul Botoșani, Moldova, România.